# サントゥアリオ・デッラ・サンタ・カーザ
- サントゥナリオ・デッラ・サンタ・カーザ

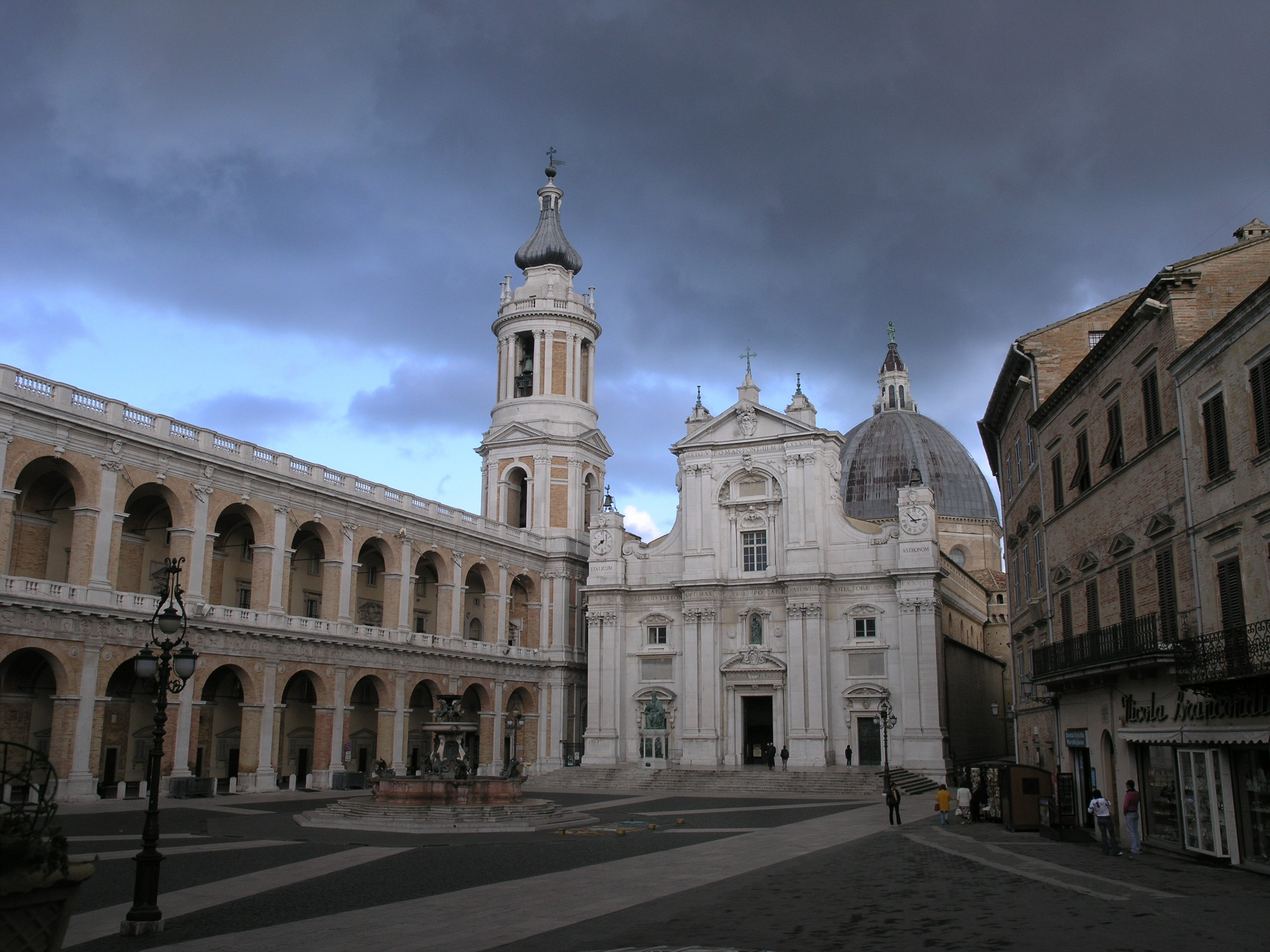
サントゥアリオ・デッラ・サンタ・カーザ

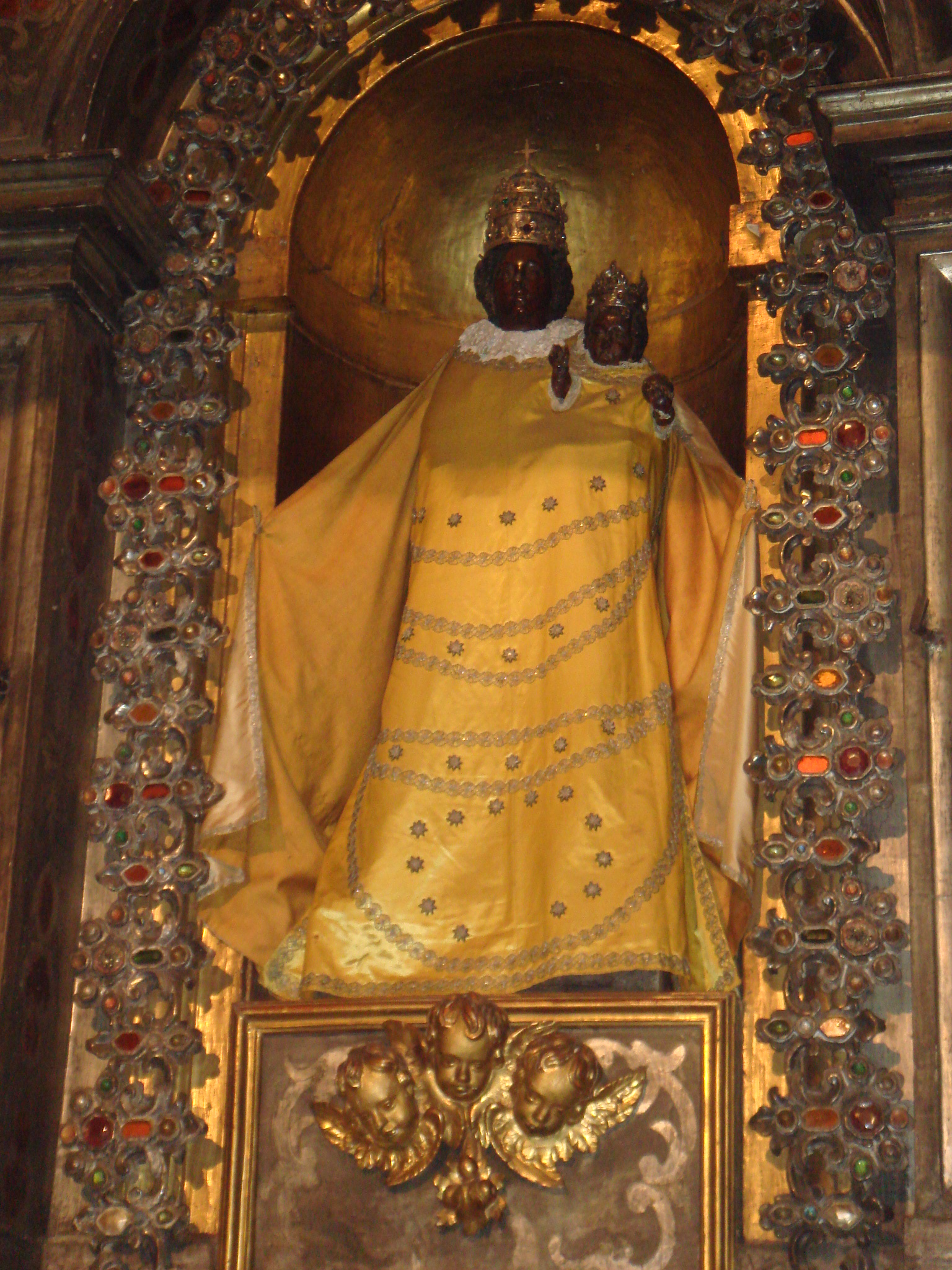
ロレートの聖母

サントゥアリオ・デッラ・サンタ・カーザ　（Santuario della Santa Casa、正式名称Papale Basilica Santuario Maggiore della Santa Casa e della Madonna di Loreto）は、イタリア、ロレートにあるカトリック教会のバシリカ。ロレートの聖母（La Madonna di Loreto）を祀る地として、全世界から信者が集まる巡礼地でもある。

## 概要
伝説によると、13世紀のサラセン人の聖地侵攻を前に奇跡が起こされ、ナザレで聖母マリアとその家族が暮らしていた家（サンタ・カーザ、聖なる家。この家で、聖母マリアは受胎告知を受けた）がダルマチアへ移されたのだという。この時、家の中に入った村人が、王冠を被った聖母マリアと幼子イエス・キリストの彫像を発見した。その後、天使たちが再びイタリアへ家を運んだとされる。聖所としての歴史は1294年12月10日、家がロレートに運ばれたことに始まる。
ジュリアーノ・ダ・マイアーノ、ジュリアーノ・ダ・サンガッロ、ブラマンテが建設に参加したバシリカは、後期ゴシック様式とルネサンス様式の混合で、1468年に工事が始まり1587年に完成した。ドーム下にあるサンタ・カーザは、ブラマンテ設計の大理石彫刻で覆われている。
ロレートの聖母と呼ばれる像は、黒い聖母である。像が黒くなったのは、ランプの油やロウソクの煙でいぶされ続けてきたためであった。14世紀以来の歴史を持つこの像は、1797年に侵攻してきたナポレオン軍に盗まれ、トレンティーノ条約後に返還された。しかし1921年にバシリカ内で発生した火災のため像は焼失してしまった。ただちにローマ教皇ピウス11世が修復を命じ、ヴァティカン庭園に植えられていたレバノン杉から新たな像が作られた。